# Grödinge församling
Grödinge församling i Strängnäs stift är en församling i Svenska kyrkan i Nynäs kontrakt i Strängnäs stift. Församlingen ligger i Botkyrka kommun, Stockholms län och utgör ett enförsamlingspastorat. 

## Administrativ historik
Församlingen har medeltida ursprung och har utgjort och utgör ett eget pastorat.

## Areal
Grödinge församling omfattade den 1 januari 1976 en areal av 118,7 kvadratkilometer, varav 113,6 kvadratkilometer land.

## Kyrkor
- Grödinge kyrka